# Марія Гаштольд
Марія Гаштольд (пом. 1501) — дружина київського князя Семена Олельковича, пінська княгиня (1471—1501).

## Життєпис
Донька Івашка (Яна) Гаштольда, воєводи троцького й віленського, та Єлизавети Друцької. Як доводить історик Сергій Полєхов, Марія вийшла заміж не раніше 1440.
1471 р., після смерті чоловіка, Казимир Ягеллончик пожалував жінці та її «потомству» Пінське князівство, залишивши за собою право в разі чого відібрати його й дати взамін інше «так доброе именье, как и Пинеск».

### Родина
В шлюбі народила дітей:
- Василь — князь пінський (разом з матір'ю);
- Софія — дружина великого князя тверського Михайла Борисовича;
- Олександра (Олена) — княжна пінська, дружина князя Федора Івановича Ярославича.